# Oberschlochtern
Oberschlochtern ist ein Ortsteil der Stadt Melle im Landkreis Osnabrück in Niedersachsen. Der Ort bildete bis 1970 eine Gemeinde im damaligen Landkreis Melle. Zur Unterscheidung von einer gleichnamigen Gemeinde im Landkreis Melle hieß die Gemeinde bis 1963 Schlochtern (Kirchspiel Wellingholzhausen). Oberschlochtern gehört heute zum Meller Stadtteil Wellingholzhausen.

## Geographie
Die ehemalige Bauerschaft Oberschlochtern besitzt keinen Dorfkern, sondern ist eine Streusiedlung  mit einzelnen Gehöften östlich von Wellingholzhausen. Der Ortsteil wird in West-Ost-Richtung vom Sandbach durchflossen.

## Geschichte
Die Bauerschaft Schlochtern im Kirchspiel Wellingholzhausen gehörte bis zu den Napoleonischen Kriegen zum Amt Grönenberg des Hochstifts Osnabrück. Von 1807 bis 1810 gehörte Schlochtern zum Kanton Melle des napoleonischen Satellitenstaats Königreich Westphalen. Von 1811 bis 1813 gehörte der Ort unmittelbar zu Frankreich und dort zur Mairie Wellingholzhausen im Arrondissement Osnabrück des Departements der Oberen Ems. 1814 kam Schlochtern zum Königreich Hannover und bildete dort eine Gemeinde im Amt Grönenberg. 1867 fiel Schlochtern mit dem gesamten Königreich Hannover an Preußen und seit 1885 gehörte die Gemeinde zum Landkreis Melle. Innerhalb des Landkreises Melle gehörte die Gemeinde zur Samtgemeinde Wellingholzhausen. Zur Unterscheidung von einer zweiten Gemeinde Schlochtern im Landkreis Melle erhielt die Gemeinde den Namen Schlochtern (Kirchspiel Wellingholzhausen), während die andere Gemeinde den Namen Schlochtern (Kirchspiel Sondermühlen) trug. Am 6. März 1963 wurden die beiden Gemeinden in Oberschlochtern bzw. Niederschlochtern umbenannt. Am 1. Januar 1970 wurde Oberschlochtern in der ersten Phase der Gebietsreform in Niedersachsen in die Gemeinde Wellingholzhausen eingegliedert. Diese wiederum wurde am 1. Juli 1972 Teil der Stadt Melle.

## Einwohnerentwicklung
| Jahr | Einwohner | Quelle |
| ---- | --------- | ------ |
| 1845 | 235       | [ 3 ]  |
| 1871 | 206       | [ 4 ]  |
| 1910 | 224       | [ 5 ]  |
| 1939 | 207       | [ 6 ]  |
| 1950 | 299       | [ 7 ]  |
| 1961 | 184       | [ 7 ]  |